# Maude Hirst

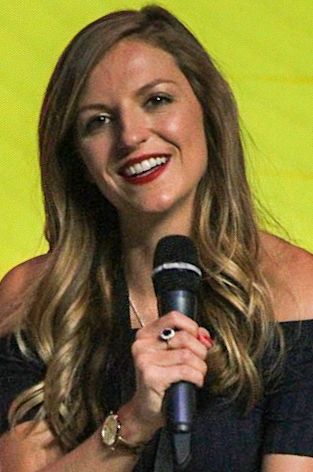
Maude Hirst, 2018

Maude Hirst (* 6. Februar 1988 in London) ist eine britische Schauspielerin, die vor allem für ihre Rolle als Helga in der Fernsehserie Vikings bekannt ist.

## Leben
Maude Hirst ist die älteste Tochter des Produzenten und Schriftstellers Michael Hirst, bekannt für die Filme Elizabeth und deren Fortsetzung Elizabeth – Das goldene Königreich und zuletzt für die Fernsehsendungen Die Tudors und Vikings.
Hirst studierte Theaterkunst an der renommierten Londoner Schule Italia Conti Academy of Theatre Arts.
Vor Vikings trat Maude Hirst in der britischen Fernsehserie Die Tudors in der Rolle von Kat Ashley zwischen 2008 und 2010 sowie in den Filmen Nuryan (2009) und Cash and Curry (2008) auf.
Auf ihrem YouTube-Kanal gibt sie Yoga- und Meditationsübungen.

## Filmografie
Filme
- 2008: Cash and Curry
- 2009: Nuryan
- 2016: The Knock (Kurzfilm)

Fernsehserien
- 2008–2010: Die Tudors (The Tudors)
- 2013–2017: Vikings